# Zwitserse kampioenschappen mountainbike

Zwitserse kampioenstrui

De Zwitserse kampioenschappen mountainbike worden gehouden sinds 1988. Het land geldt traditiegetrouw als een van de sterkste naties in de MTB-discipline. In onderstaand overzicht zijn alleen de kampioenen bij de senioren (elite) meegenomen.

## Mannen

### Cross Country
Van 1988 tot en met 1993 werd het Zwitserse kampioenschap beslist door een serie wedstrijden. 
| Jaar | Goud                | Zilver              | Brons               |
| ---- | ------------------- | ------------------- | ------------------- |
| 2020 | Nino Schurter       | Mathias Flückiger   | Lars Forster        |
| 2019 | Nino Schurter       | Mathias Flückiger   | Florian Vogel       |
| 2018 | Mathias Flückiger   | Florian Vogel       | Andri Frischknecht  |
| 2017 | Nino Schurter       | Mathias Flückiger   | Florian Vogel       |
| 2016 | Nino Schurter       | Matthias Stirnemann | Lukas Flückiger     |
| 2015 | Nino Schurter       | Florian Vogel       | Lukas Flückiger     |
| 2014 | Nino Schurter       | Fabian Giger        | Florian Vogel       |
| 2013 | Nino Schurter       | Lukas Flückiger     | Fabian Giger        |
| 2012 | Nino Schurter       | Florian Vogel       | Mathias Flückiger   |
| 2011 | Florian Vogel       | Nino Schurter       | Balz Weber          |
| 2010 | Nino Schurter       | Florian Vogel       | Lukas Flückiger     |
| 2009 | Florian Vogel       | Martin Gujan        | Lukas Flückiger     |
| 2008 | Florian Vogel       | Lukas Flückiger     | Jürg Graf           |
| 2007 | Jürg Graf           | Lukas Flückiger     | Florian Vogel       |
| 2006 | Christoph Sauser    | Martin Gujan        | Florian Vogel       |
| 2005 | Balz Weber          | Thomas Frischknecht | Silvio Bundi        |
| 2004 | Ralph Näf           | Silvio Bundi        | Beat Merk           |
| 2003 | Christoph Sauser    | Silvio Bundi        | Daniel Solèr        |
| 2002 | Christoph Sauser    | Thomas Frischknecht | Silvio Bundi        |
| 2001 | Christoph Sauser    | Thomas Hochstrasser | Thomas Kalberer     |
| 2000 | Christoph Sauser    | Thomas Hochstrasser | Markus Binkert      |
| 1999 | Christoph Sauser    | Markus Binkert      | Thomas Hochstrasser |
| 1998 | Thomas Frischknecht | Markus Binkert      | Beat Wabel          |
| 1997 | Thomas Frischknecht | Beat Wabel          | Roger Beuchat       |
| 1996 | Thomas Frischknecht | Reto Wysseier       | Marcel Heller       |
| 1995 | Marcel Heller       | Arno Küttel         | Albert Iten         |
| 1994 | Thomas Frischknecht | Marcel Russenberger | Andreas Büsser      |

### Marathon
| Jaar | Goud             | Zilver            | Brons             |
| ---- | ---------------- | ----------------- | ----------------- |
| 2020 | Martin Fanger    | Urs Huber         | Lukas Flückiger   |
| 2019 | Urs Huber        | Hansueli Stauffer | Casey South       |
| 2018 | Urs Huber        | Hansueli Stauffer | Konny Looser      |
| 2017 | Konny Looser     | Marc Stutzmann    | Oliver Zurbrügg   |
| 2016 | Urs Huber        | Hansueli Stauffer | Johann Tschopp    |
| 2015 | Johann Tschopp   | Lukas Buchli      | Hansueli Stauffer |
| 2014 | Urs Huber        | Lukas Buchli      |                   |
| 2013 | Christoph Sauser | Hansueli Stauffer | Julien Taramarcaz |
| 2012 | Christoph Sauser | Lukas Buchli      | Urs Huber         |
| 2011 | Urs Huber        | Alexandre Moos    | Thomas Stoll      |
| 2010 | Andreas Kugler   | Ralph Näf         | Thomas Stoll      |
| 2009 | Alexandre Moos   | Lukas Buchli      | Urs Huber         |
| 2008 | Lukas Buchli     | Sandro Spaeth     | Andreas Kugler    |
| 2007 | Silvio Bundi     | Lukas Buchli      | Alexandre Moos    |
| 2006 | Christoph Sauser | Thomas Stoll      | Thomas Zahnd      |
| 2005 | Balz Weber       | Sandro Spaeth     | Silvio Bundi      |
| 2004 | Christof Bischof | Christian Heule   | Alexandre Moos    |

### Downhill
| Jaar | Goud            | Zilver              | Brons             |
| ---- | --------------- | ------------------- | ----------------- |
| 2013 | Nick Beer       | Felix Klee          | Noel Niederberger |
| 2012 | Lars Peyer      | Ludovic May         | Lutz Weber        |
| 2011 | Nick Beer       | Lutz Weber          | Samuel Zbinden    |
| 2010 | Nick Beer       | Dominik Gspan       | Ludovic May       |
| 2009 | Nick Beer       | Samuel Zbinden      | Marcel Beer       |
| 2008 | Nick Beer       | Martin Frei         | Samuel Zbinden    |
| 2007 | Nick Beer       | Markus Schwab       | Samuel Zbinden    |
| 2006 | Damien Mermoud  | Markus Schwab       | Claudio Caluori   |
| 2005 | Damien Mermoud  | Claudio Caluori     | Samuel Zbinden    |
| 2004 | Damien Mermoud  | Samuel Zbinden      | Marcel Beer       |
| 2003 | Claudio Caluori | Damien Mermoud      | Thomas Ryser      |
| 2002 | Samuel Zbinden  | Damien Mermoud      | Thomas Ryser      |
| 2001 | Claudio Caluori | René Wildhaber      | Thomas Ryser      |
| 2000 | Claudio Caluori | René Wildhaber      | Simon Schwander   |
| 1999 | Claudio Caluori | Michel Joseph       | René Wildhaber    |
| 1998 | Andreas Steffen | Michel Joseph       | Janes Grasic      |
| 1997 | Andy Büeler     | Urs Thoma           | Michel Joseph     |
| 1996 | Andreas Steffen | Urs Thoma           | Christoph Sauser  |
| 1995 | Bruno Tschanz   | Thomas Hochstrasser | Dieter Lüscher    |
| 1994 | Urs Thoma       | Marc Schnyder       | Albert Iten       |

## Vrouwen

### Cross Country
Van 1988 tot en met 1993 werd het Zwitserse kampioenschap beslist door een serie wedstrijden. 
| Jaar | Goud                | Zilver                   | Brons                    |
| ---- | ------------------- | ------------------------ | ------------------------ |
| 2020 | Jolanda Neff        | Sina Frei                | Linda Indergand          |
| 2019 | Jolanda Neff        | Kathrin Stirnemann       | Ramona Forchini          |
| 2018 | Jolanda Neff        | Ramona Forchini          | Linda Indergand          |
| 2017 | Jolanda Neff        | Linda Indergand          | Corina Gantenbein        |
| 2016 | Jolanda Neff        | Linda Indergand          | Kathrin Stirnemann       |
| 2015 | Kathrin Stirnemann  | Nathalie Schneitter      | Jolanda Neff             |
| 2014 | Jolanda Neff        | Kathrin Stirnemann       | Esther Süss              |
| 2013 | Katrin Leumann      | Esther Süss              | Kathrin Stirnemann       |
| 2012 | Sarah Koba          | Esther Süss              | Corina Gantenbein        |
| 2011 | Nathalie Schneitter | Esther Süss              | Marielle Saner-Guinchard |
| 2010 | Esther Süss         | Nathalie Schneitter      | Marielle Saner-Guinchard |
| 2009 | Katrin Leumann      | Esther Süss              | Petra Henzi              |
| 2008 | Katrin Leumann      | Marielle Saner-Guinchard | Maroussia Rusca          |
| 2007 | Petra Henzi         | Renata Bucher            | Sarah Koba               |
| 2006 | Petra Henzi         | Renata Bucher            | Daniela Louis            |
| 2005 | Petra Henzi         | Katrin Leumann           | Maroussia Rusca          |
| 2004 | Katrin Leumann      | Andréa Huser             | Barbara Blatter          |
| 2003 | Petra Henzi         | Rusca Maroussia          | Franziska Röthlin        |
| 2002 | Barbara Blatter     | Sonja Traxel             | Petra Henzi              |
| 2001 | Barbara Blatter     | Petra Henzi              | Daniela Gassmann         |
| 2000 | Barbara Blatter     | Chantal Daucourt         | Petra Henzi              |
| 1999 | Barbara Blatter     | Chantal Daucourt         | Rusca Maroussia          |
| 1998 | Chantal Daucourt    | Barbara Blatter          | Silvia Fürst             |
| 1997 | Chantal Daucourt    | Daniela Gassmann         | Barbara Blatter          |
| 1996 | Daniela Gassmann    | Silvia Fürst             | Chantal Daucourt         |
| 1995 | Daniela Gassmann    | Chantal Daucourt         | Silvia Fürst             |
| 1994 | Silvia Fürst        | Chantal Daucourt         | Brigitte Kaper           |

### Marathon
| Jaar | Goud             | Zilver             | Brons               |
| ---- | ---------------- | ------------------ | ------------------- |
| 2020 | Steffi Häberlin  | Ariane Lüthi       | Irina Luetzelschwab |
| 2019 | Ariane Lüthi     | Esther Süss        | Andrea Ming         |
| 2018 | Ariane Lüthi     | Esther Süss        | Andrea Ming         |
| 2017 | Esther Süss      | Florence Darbellay | Andrea Ming         |
| 2016 | Ariane Lüthi     | Nadia Walker       | Esther Süss         |
| 2015 | Esther Süss      | Ariane Lüthi       | Milena Landtwing    |
| 2014 | Esther Süss      | Ariane Kleinhans   | Milena Landtwing    |
| 2013 | Ariane Kleinhans | Milena Landtwing   |                     |
| 2012 | Esther Süss      | Nadia Walker       | Sofia Pezzatti      |
| 2011 | Milena Landtwing | Nadia Walker       | Andrea Kuster       |
| 2010 | Esther Süss      | Petra Henzi        | Fabienne Heinzmann  |
| 2009 | Esther Süss      | Erika Dicht        | Antonia Wipfli      |
| 2008 | Esther Süss      | Erika Dicht        | Antonia Wipfli      |
| 2007 | Dolores Rupp     | Anita Steiner      | Sarah Koba          |
| 2006 | Petra Henzi      | Esther Süss        | Dolores Rupp        |
| 2005 | Petra Henzi      | Esther Süss        | Anita Steiner       |
| 2004 | Andrea Huser     | Daniela Louis      | Petra Henzi         |

### Downhill
| Jaar | Goud                | Zilver              | Brons              |
| ---- | ------------------- | ------------------- | ------------------ |
| 2013 | Emilie Siegenthaler | Martina Brühlmann   | Alba Wunderlin     |
| 2012 | Miriam Ruchti       | Martina Brühlmann   | Alba Wunderlin     |
| 2011 | Emilie Siegenthaler | Miriam Ruchti       | Carina Cappellari  |
| 2010 | Emilie Siegenthaler | Martina Brühlmann   | Miriam Ruchti      |
| 2009 | Emilie Siegenthaler | Martina Brühlmann   | Sidonie Jolidon    |
| 2008 | Emilie Siegenthaler | Pasqualine Reusser  | Janine Hürlimann   |
| 2007 | Marielle Saner      | Emilie Siegenthaler | Daniela Bossard    |
| 2006 | Miriam Ruchti       | Pasqualine Reusser  | Silja Stadler      |
| 2005 | Marielle Saner      | Sari Jörgensen      | Pasqualine Reusser |
| 2004 | Sari Jörgensen      | Marielle Saner      | Amélie Thévoz      |
| 2003 | Amélie Thévoz       | Marielle Saner      | Pasqualine Reusser |
| 2002 | Marielle Saner      | Amélie Thévoz       | Sarah Stieger      |
| 2001 | Marielle Saner      | Amélie Thévoz       | Pasqualine Reusser |
| 2000 | Sarah Stieger       | Sari Jörgensen      | Marielle Saner     |
| 1999 | Marielle Saner      | Sarah Stieger       | Petra Winterhalder |
| 1998 | Marielle Saner      | Brigitta Kasper     | Sarah Stieger      |
| 1997 | Marielle Saner      | Carole Vuillaume    | Brigitta Kasper    |
| 1996 | Rita Bürgi          | Brigitta Kasper     | Marielle Saner     |
| 1995 | Rita Bürgi          | Brigitta Kasper     | Sonja Boss         |
| 1994 | Rita Bürgi          | Brigitta Kasper     | Annemaria Cavadini |